# Omosi-Mama Corona
L'Omosi-Mama Corona è una struttura geologica della superficie di Venere.